# Claude Champagne

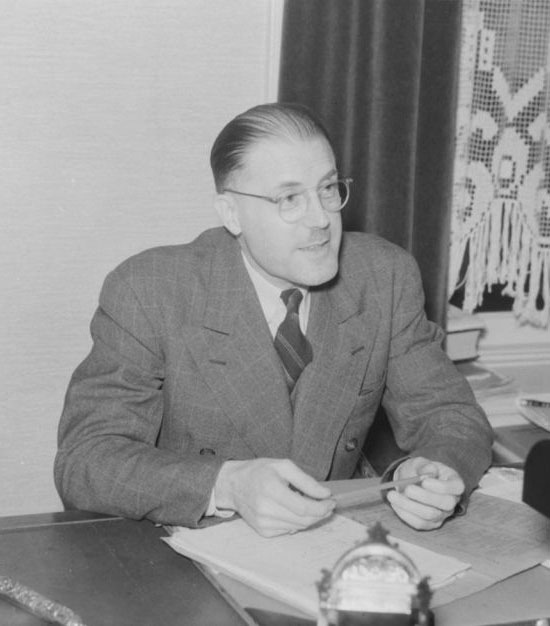
Claude Champagne, 1941

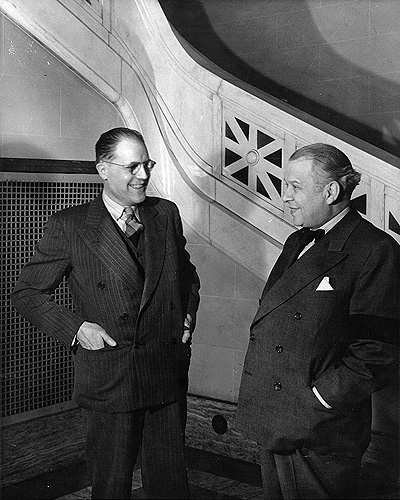
Champagne (links) mit Wilfrid Pelletier, 1943

Claude Champagne (* 27. Mai 1891 in Montreal; † 21. Dezember 1965 ebenda) war ein kanadischer Komponist.

## Leben und Wirken
Champagne war Musiktheorie- und Klavierschüler von Orpha-F. Deveaux und später von Romain-Octave Pelletier. Seit dem vierzehnten Lebensjahr studierte er Violine bei Albert Chamberland. Nach dem Abschluss des Nationalkonservatoriums in Montreal unterrichtete er Klavier und Violine und gab Privatunterricht in Musiktheorie und Harmonielehre. Daneben war er Mitglied der Canadian Grenadier Guards Band unter Jean-Josaphat Gagnier.
Von 1921 bis 1928 studierte er am Conservatoire de Paris bei André Gedalge, Charles Koechlin und Raoul Laparra. Danach wirkte er verschiedenen Musikschulen und an der McGill University von Montreal als Musiktheorie- und Kompositionslehrer. Seit 1942 war er Assistant Director des Conservatoire de musique du Québec à Montréal. Zu seinen Schülern zählten Violet Archer, Jocelyne Binet, François Brassard, Maurice Dela, Marvin Duchow, Richard Eaton, Serge Garant, Rhené Jaque, Roger Matton, Pierre Mercure, François Morel, Clermont Pépin, Gilles Tremblay, Robert Turner und Jean Vallerand.
1964 wurde Champagne für sein Werk und sein Wirken als Musiklehrer und -förderer mit einem „Claude-Champagne-Jahr“ geehrt; das National Film Board of Canada produzierte den Film Bonsoir Claude Champagne, und die CBC präsentierte eine Hommage à Claude Champagne.
Seine Kompositionen, beeinflusst von der franko-kanadischen Volksmusik, stehen in der Tradition von Franck, Fauré und Debussy. Prägend für ihn waren seine Pariser Jahre, in denen er als Komponist mit Aufführungen von Werken wie Hercule et Omphale und Suite canadienne erste Erfolge verzeichnen konnte.
Für sein Wirken ehrte die kanadische Regierung, vertreten durch den für das Historic Sites and Monuments Board of Canada zuständigen Minister, Claude Champagne am 24. Juni 1988 und erklärte ihn zu einer „Person von nationaler historischer Bedeutung“.

## Werke
- Hercule et Omphale für Orchester, 1918
- Prélude et Filigrane für Klavier, 1918
- Suite canadienne für kleines Orchester, 1927
- Habanera für Violine und Klavier, 1929
- Danse villageoise für Violine und Klavier, 1929–1954
- Berceuse für kleines Orchester, 1933
- Quadrilha brasileira für Klavier, 1942
- Évocation für kleines Orchester, 1943
- Images du Canada francais für Chor und Orchester, 1943
- Symphonie gaspésienne für Orchester, 1944
- Concerto in D Minor für Klavier und Orchester, 1948
- Paysanna für kleines Orchester, 1953
- String Quartet, 1954
- Suite miniature für Trio, 1958, und Streichquintett, 1963
- Altitude für Chor und Orchester, 1959

## Schriften
- Initiation pratique au solfège. Montreal 1938.
- Solfège pratique. Montreal 1939.
- Solfège scolaire. Montreal 1940.
- Solfège pédagogique. Montreal 1948.
- Solfèges manuscrits à changements de clefs: 44 lecons pour voix moyennes, vol 1. Montreal 1958